# Вилье де Лиль-Адан, Эмилий Самойлович
Эмилий Самойлович Вилье де Лиль-Адан (фр. Émile Villiers de l’Isle-Adam; 1843, Санкт-Петербург — 31 августа [12 сентября] 1889, Одесса, Херсонская губерния) — русский художник-акварелист французского происхождения.

## Биография
Родился в 1843 году.
Получил военное образование в Николаевском кавалерийском училище. Начав заниматься рисованием самостоятельно, скоро достиг значительных успехов и уже в 1860-х годах преподавал акварель в Одесской рисовальной школе. Его первые работы (преимущественно морские пейзажи дворцовые интерьеры) напоминали работы художника-акварелиста Л. О. Премацци. За свои акварельные работы получил от Императорской академии художеств в Санкт-Петербурге звание классного художника 1-й степени.
В начале 1880-х годов Вилье де Лиль-Адан по болезни должен был сменить климат и уехал в Южную Италию. В Италии Вилье де Лиль-Адан познакомился с творчеством местных акварелистов, активно работал в Неаполе и Палермо.
Во второй половине 1880-х годов Вилье де Лиль-Адан, по приглашению профессора Н. П. Кондакова, отправился в Константинополь, чтобы зарисовать с натуры византийские архитектурные памятники. В 1887 году отправил на выставку Общества русских акварелистов несколько видов Константинополя, которые своим легким и изящным рисунком, светлым и прозрачным тоном и верностью натуре обратили на себя всеобщее внимание.
В 1888 году Вилье де Лиль-Адан, по некоторым данным, являлся директором Одесской рисовальной школы.
Скончался в Одессе 31 августа (12 сентября) 1889 года, «в 12 часов дня, после продолжительной и тяжкой болезни». Был похоронен «в субботу, 2 сентября» на Втором христианском кладбище. После его смерти Общество русских акварелистов устроило персональную выставку работ художника в Санкт-Петербурге.